# La Lettre de l'océan Indien
La Lettre de l'océan Indien est une lettre confidentielle créée en 1981 et intégrée à l'édition quotidienne de Africa Intelligence en avril 2020.

## Ligne éditoriale
La Lettre de l'océan Indien est une publication à vocation internationale qui ne fait pas appel à la publicité et est indépendante de tout gouvernement ou organisation politique. Ses enquêtes sont réalisées en collaboration avec un vaste réseau de correspondants dans la plupart des pays africains, ainsi qu’en Europe et aux États-Unis.

## Rubriques
- Politique & pouvoirs: Les activités publiques ou plus discrètes des hommes d'influence, au cœur des gouvernements de la région et des grandes organisations internationales.
- Affaires & réseaux: Veille sur les milieux d'affaires et les entreprises les plus dynamiques de l'océan Indien : contrats, négociations, partenariats, acquisitions, etc.
- Who's Who : Les biographies des hommes et des femmes qui font l'actualité politique et économique.

### Autres publications
- La Lettre A: Des informations confidentielles sur la vie politique et économique française.
- Entourages: Les réseaux d'influence des personnalités politiques françaises.
- Intelligence Online (anciennement Le Monde du Renseignement): Actualité du renseignement politique, économique et militaire.
- Africa Energy Intelligence: Le secteur énergétique et les grands acteurs du pétrole, du gaz et de l'électricité en Afrique.
- Africa Mining Intelligence: Le secteur minier en Afrique et ses enjeux politiques et financiers.
- La Lettre du Continent: Les enjeux politiques et économiques en Afrique de l'Ouest et du Centre.
- Maghreb Confidentiel: Les mutations économiques et politiques en Afrique du Nord.
- Africa Confidential éd. française